# Navigația cu nave cu aburi pe Volga

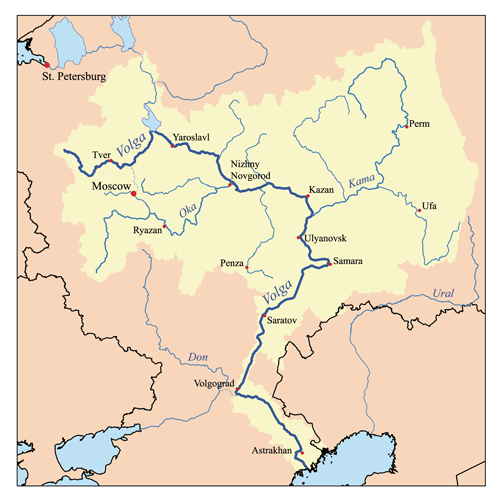
Harta bazinului hidrografic al râului Volga

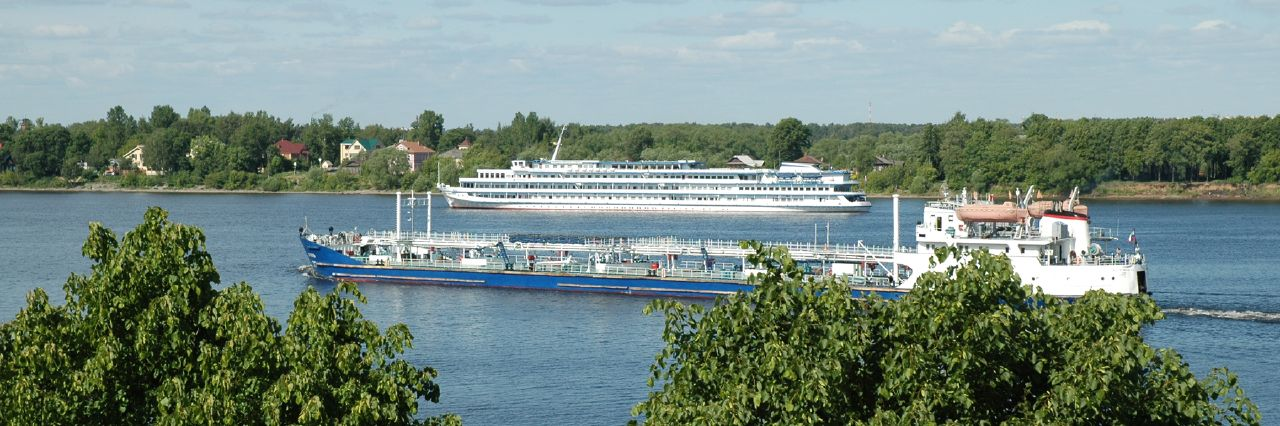

Râul Volga este cel mai lung râu din Europa și o arteră comercială importantă a acestui continent. Apariția tehnologiei motorului cu aburi a permis transportul mai ușor al mărfurilor în amonte. Primele nave cu aburi pe râul Volga au apărut în anul 1821.

## Istorie
Navigația pe Volga a existat din cele mai vechi timpuri. Ruta comercială Volga a apărut în secolul al VIII-lea. Ruta comercială Volga-Baltica  este cea mai veche dintre cele trei mari rute fluviale din Rusia Kieveană care făceau legătura între Scandinavia și Califatul arab în Evul Mediu timpuriu.
În timpul lui Ivan cel Groaznic, după cucerirea cetăților Kazan și Astrahan, prin traficul de-a lungul râului până la gura acestuia de vărsare s-a deschis accesul la Marea Caspică atât pentru navele cu vâsle și cu vele, cât și pentru barje de transport. 

### Edecarii de pe Volga

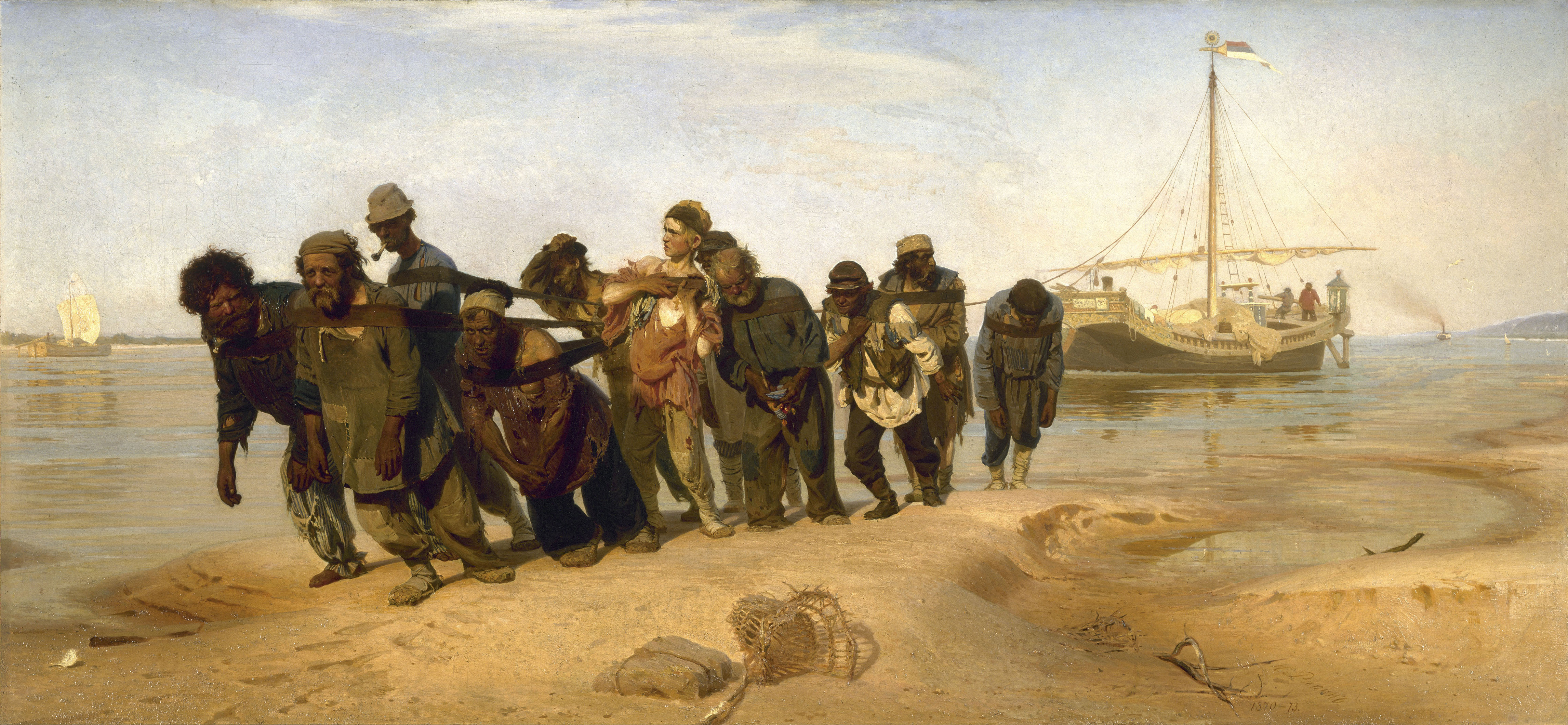
Edecarii de pe Volga (pictură de Ilia Repin, 1870-73)

În trecut, zeci de mii de burlaci, sau barcagii de pe Volga, erau angajați pentru a trage bărci pe Volga și afluenții săi, (în amonte) dar această metodă de tracțiune a dispărut. Caii au fost încă folosiți pe scară largă de-a lungul celor trei sisteme de canale. Navele cu aburi s-au impus cu adevărat în anii 1840.

### Primele nave cu aburi

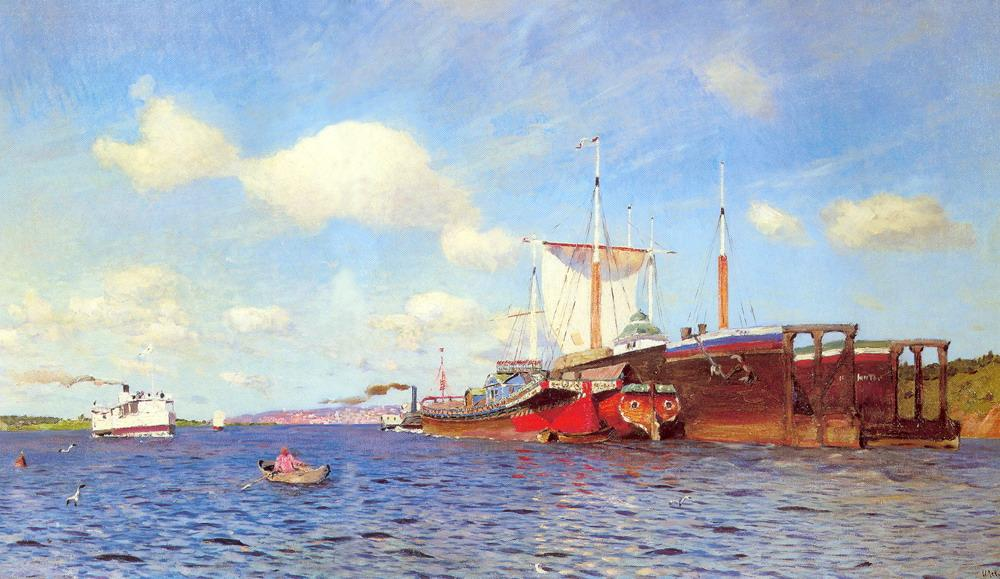

În 1843, țarul Nicolae I a acordat o licență companiei „De-a lungul Volgăi”, care a devenit prima flotilă de pe Volga până la stăpânirea sovietică. Prima navă cu aburi, denumită Volga, a ajuns în regiunea Samara în 1846. Nijni Novgorod a devenit stația principală a traficului de nave cu aburi pe râul Volga și un viitor șantier naval. Prima navă cu aburi și-a făcut apariția pe Volga în 1821, dar abia în anii 1840 acest  tip de navigație a început să ia proporții mari.
Primele nave mari cu aburi de tip american au fost construite în 1872. Mii de vapoare au fost ulterior angajate în trafic, alături de bărci și plute mai mici. Multe dintre navele cu aburi au folosit drept combustibil mazut (păcură inferioară) sau deșeuri petroliere. În 1870, primul cuptor rusesc cu vatră deschisă a fost construit la Nijni Novgorod, apoi, un an mai târziu, a fost construită o navă cu aburi cu două etaje, denumită Perevorot. În 1913, a fost construit un cargou de încărcătură uscată în vrac, Danilika. Pe șantierul naval din Nijni Novgorod s-au construit 489 de nave între 1849 și 1918.

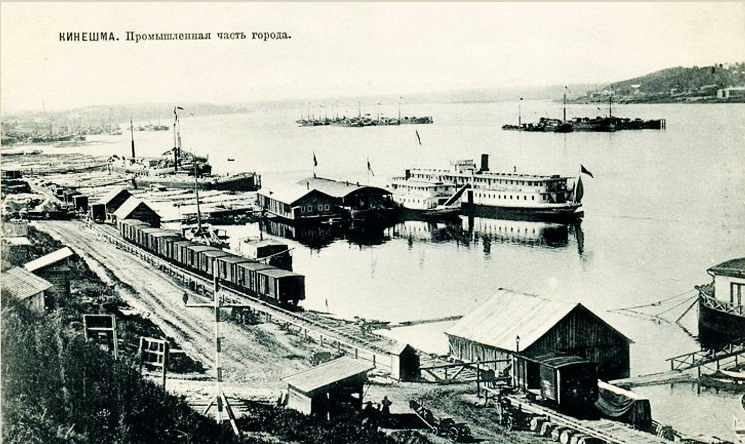
Navă cu aburi și conexiune feroviară pe râul Volga la Kineșma, în 1900

În 1913 se găseau peste 5.000 de nave cu aburi în bazinul hidrografic al râului Volga.

### Motoare pentru comerț
Navele cu aburi cu motoare Batașev au fost pe picior de egalitate cu motoarele de renume mondial produse de Berdov și erau instalate pe majoritatea navelor cu aburi de pe Volga. Fabrica lui Berdov din Sankt Petersburg a fost prima care a construit o navă cu aburi în Rusia în 1815. Ulterior s-a specializat în papetărie și mașini marine, precum și dispozitive marine. Din anii 1850, fabrica a construit mici nave de război, în acest scop a închiriat șantierul naval de pe insula Galerni pentru o perioadă de zece ani pentru a începe construirea navelor militare. Numeroase sculpturi decorative au fost create în turnătorie la începutul secolului al XIX-lea, inclusiv sculpturi pentru Catedrala din Kazan, Catedrala Sf. Isaac și Coloana lui Alexandru, precum și numeroase grile, lămpi, componente decorative și structurale pentru podurile, palatele și clădirile publice din Sankt Petersburg.

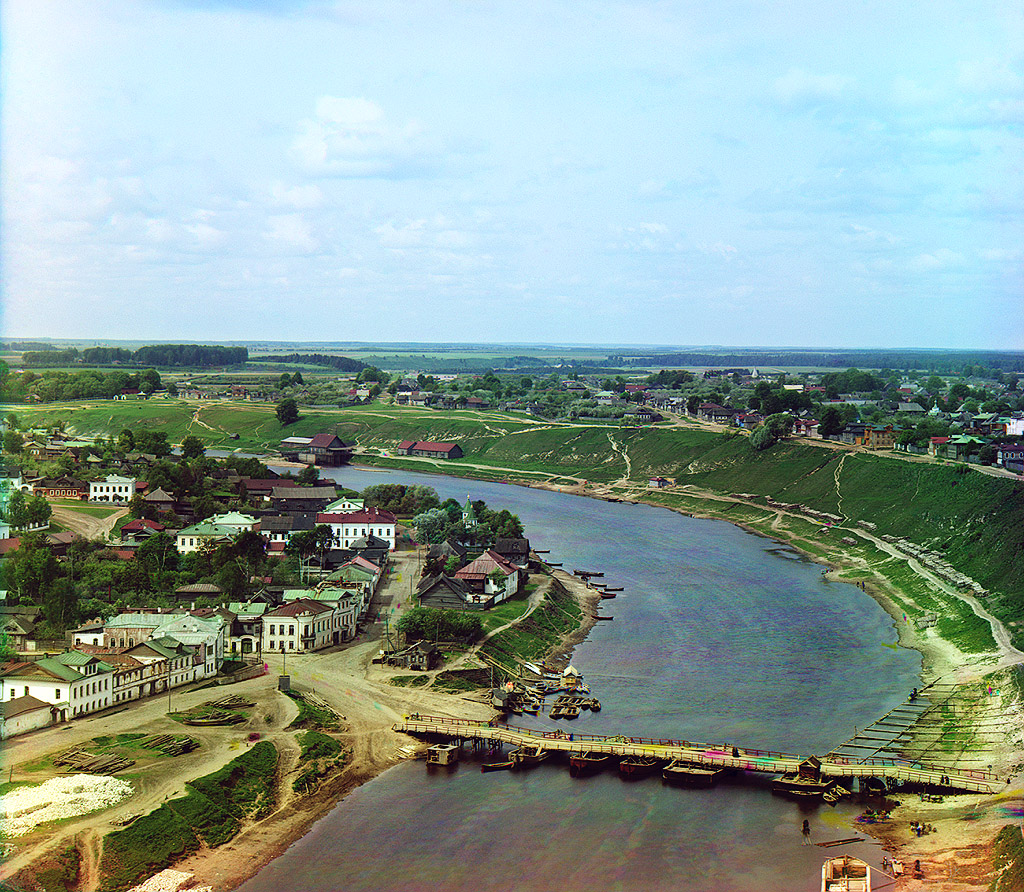
Orașul Rjev văzut de pe malurile râului Volga. 1910

### Numeroase cargouri
Volga a devenit strada principală a Rusiei europene. Astfel, multe mărfuri au fost transportate din locul lor de origine pe piață - cărbune din regiunea Donbas, minereu de fier, minerale, cherestea, grâu, pește, pepeni verzi, zeka sau deținuții politici, mașini, ciment, calcar și petrol.

### Diverse probleme
În 1897, în The New York Times a apărut un articol despre „Patruzeci de înecați în Volga; nava cu aburi Țarevici a fost scufundată de Malpitka lângă Astrahan”.
În 1858, Fabrica de Mașini de la Nijni Novgorod a produs prima dragă rusească cu abur. Cantitatea de materii suspendate produse prin eroziune a devenit cu timpul foarte mare. De-a lungul cursului său, Volga erodează și își distruge malurile cu mare rapiditate; astfel orașele și porturile de încărcare au trebuit să fie mutate în mod constant mai în spate.
Alfred Nobel a construit cincizeci de vapoare la Baku pentru a transporta petrol din Marea Caspică. De asemenea, a construit MS Vandal, care în 1903 a fost probabil prima navă (și nu barjă) care a fost vreodată propulsată de un motor diesel. În 1902, Karl Hagelin, „un veteran de pe Volga și de multe ori vizionar”, a sugerat montarea în pereche a motoarelor diesel pe șlepurile fluviale. El și-a imaginat un transport direct de petrol printr-un traseu de 1,800 mile (2,897 km) de la Volga inferioară la Saint Petersburg și Finlanda. Primele vapoare cu aburi de pe Volga Komar, Shmel și Tungus au fost construite între 1908 și 1917 pe șantierul naval Nobel din Rîbinsk.

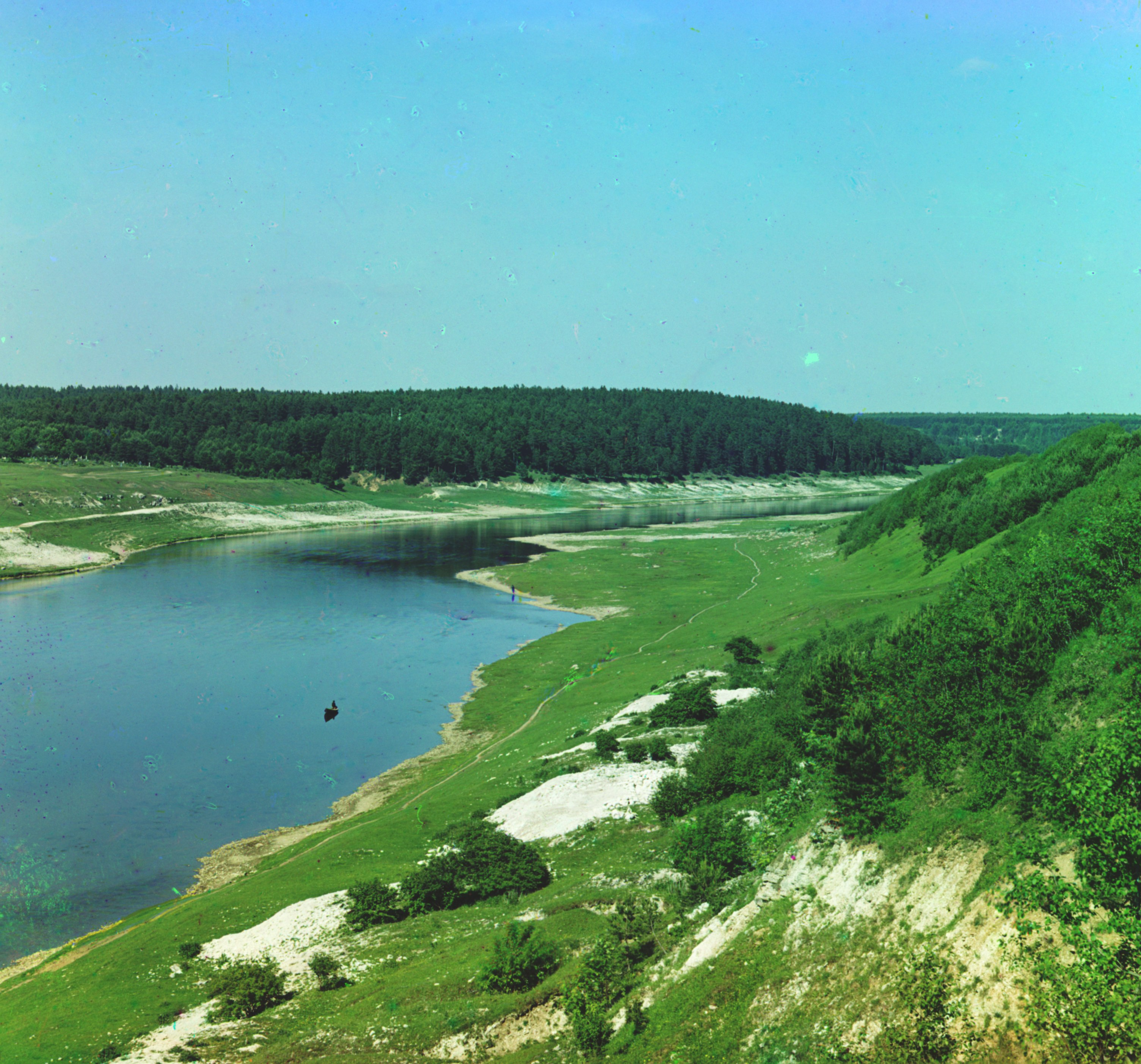
Vedere de pe dealul Polustovaia până la Volga lângă Zubtsov. circa 1910

Rușii au transportat cantități mari de cherestea pentru export în Europa. Barje mari de 91 de metri lungime cu 1000 de tone au fost construite special pentru o singură călătorie pe sezon. Barjele din lemn sunt tractate de remorchere.

### Epoca sovietică

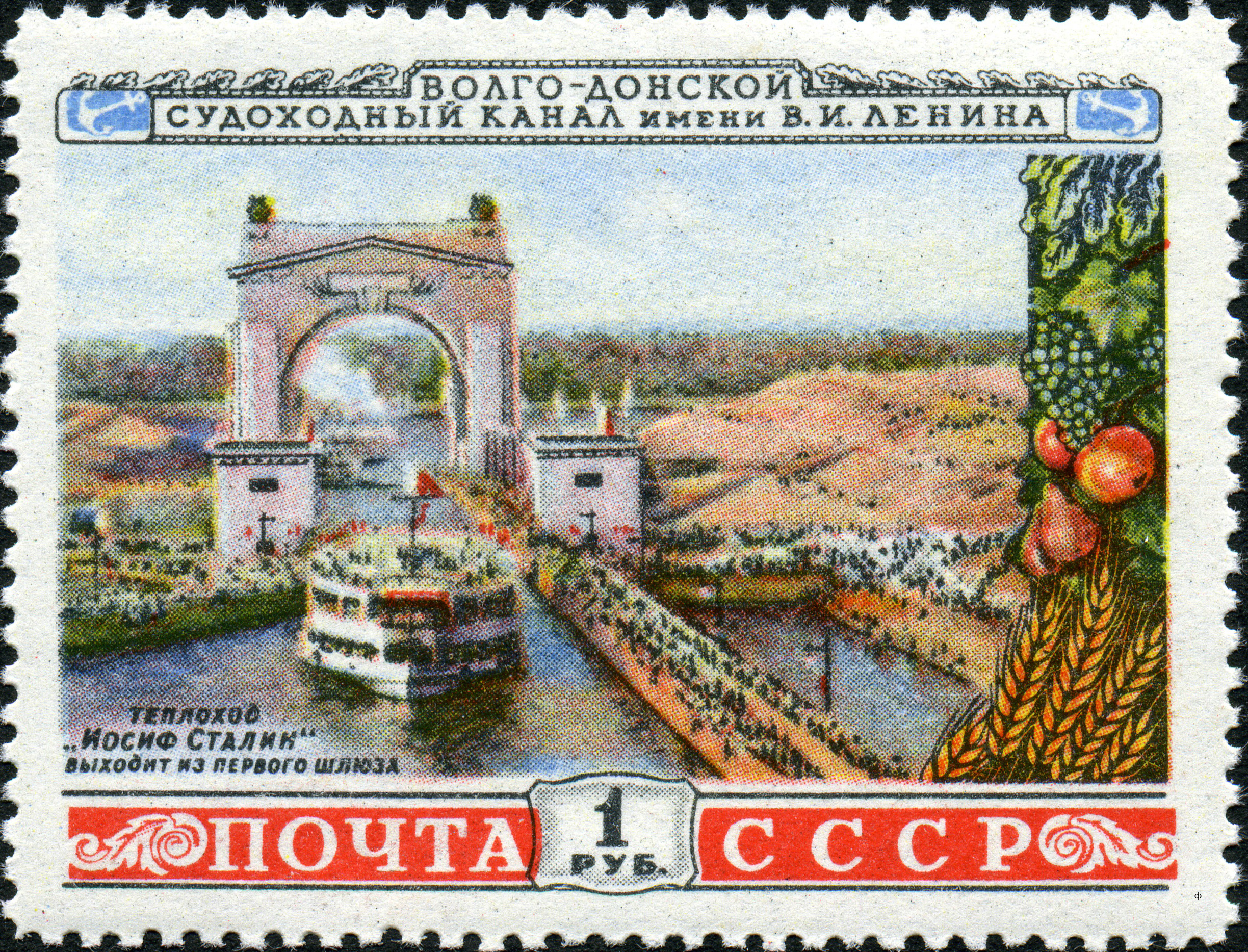
Marcă poștală a Uniunii Sovietice, din 1953, care arată nava cu aburi „Iosif Stalin”.

În 1918, navele companiilor maritime private au fost naționalizate. Odată cu crearea unui sistem unic de transport pe apă adâncă cu canalele Volga-Don, Canalul Marea Albă-Marea Baltică, Belomorkanal, transportul maritim din bazinul Volga-Kama a avut acces la alte sisteme hidrografice, iar orașele de pe Volga au devenit „porturi cu acces la cinci mări”.
Sovieticii au pilotat flote de bărci fluviale înarmate în timpul războiului civil. Armata Roșie și Armata Albă au dat mici bătălii navale pe râu. Mai târziu, în timpul foametei rusești din 1921, navele cu aburi au reprezentat o cale de ieșire din această catastrofă. După controlul sovietic al Rusiei, reconstruirea infrastructurii a devenit primordială. Sovieticii au naționalizat flotele companiei Volga și Mercury. Cea mai mare flotă fluvială sovietică a fost cea de pe Volga, unde în 1926 existau 1.604 nave cu aburi cu o putere totală indicată de 300.595 CP. La 1 ianuarie 1927, existau 2.020 de nave cu aburi. Probabil că în războiul civil rus s-a distrus mai mult de jumătate din flotă. 

### Al Doilea Război Mondial și după
La începutul bătăliei de la Stalingrad și înainte ca trupe ale Wehrmachtului să ajungă în orașul în sine, Luftwaffe a făcut ca pe râul Volga, care era vital pentru a aduce provizii în oraș, să nu mai funcționeze transportul fluvial sovietic. Între 25 și 31 iulie 1942, 32 de nave sovietice au fost scufundate, iar alte nouă au fost grav avariate.
Cu toate acestea, sovieticii au fost în stare să organizeze o apărare. În timpul bătăliei de la Stalingrad, un remorcher, Krasnoflotets, a traversat râul cu șlepuri cu oameni, mâncare și muniție, în mod constant sub tirul armelor germane. Remorcherul a făcut mai multe curse până când a fost prea deteriorat pentru a mai naviga. De asemenea, o navă-spital a fost lovită de artileria germană de 11 ori.
La 27 iulie 1942, germanii au dat foc petrolierelor de lângă Ierzovka. Echipajul navei cu aburi de salvare Gasitel (Гаситель) și-a riscat viața pentru a salva petrolierele și au dus barjele cu petrol la adăpost la Șadrinsk. În toiul bătăliei de la Stalingrad, Gasitel a fost folosit pentru trecerea râului. Nava a suferit numeroase găuri datorate munițiilor trase de germani, dar echipajul le-a reparat pe loc, fără a părăsi zona de conflict. Echipajul a trebuit să pompeze în mod constant apa care intra prin găurile navei. Pentru vitejia sa, căpitanul navei Gasitel, Peter Vasilievici Vorobiev, a primit Ordinul Steagul Roșu. La mijlocul lunii octombrie 1942, plină de găuri, Gasitel s-a scufundat  în cele din urmă. După război, 'Gasitel a fost ridicată la suprafața apei, reparată și a continuat să navigheze până în 1966.
O navă cu zbaturi care a luat femeile și copiii refugiați din oraș a fost scufundată. Trei mii de oameni s-au înecat. Sovieticii au apărat clădirea feribotului la 14 septembrie cu o sută de soldați și un tanc semi-operabil. Mai mulți soldați au venit în grabă cu vaporul în punctul cheie de debarcare. Armatele germane i-au copleșit ulterior  și au preluat zona de debarcare a feribotului, în timp ce sovieticii și-au menținut pozițiile pe o fâșie de pământ de pe malului vestic al Volgăi. Remorcherul Abhazeț (Абхазец) și alte nave au mutat 7 divizii sovietice de-a lungul râului (Armata a 62-a) pentru a-i aduce generalului Vasili Ciuikov noi trupe. În timpul bătăliei de la Stalingrad, vaporul Lastoca (Ласточка) a transportat 18 mii de soldați și ofițeri în oraș și a evacuat 14 mii de locuitori și răniți din oraș.
Marina sovietică a construit cutere înarmate, cu turele de tancuri T-34. Această „Flotilă de pe Volga” a adus cea mai mare victorie posibilă a Armatei Roșii, menținând liniile deschise de aprovizionare a trupelor care luptau pentru viața lor în ruinele Stalingradului. Canoniere înarmate cu tunuri antiaeriene de 76 mm au luptat împotriva avioanelor germane Junkers Ju 87 pe tot parcursul asediului, iar cele cu turele de tancuri s-au apropiat suficient de malurile râului pentru a oferi ajutor trupelor de pe țărm. În fiecare seară, au transportat întăriri și muniții peste râu și au luat pe răniți în siguranță. 
„Despre rolul marinarilor flotei și munca lor”, a afirmat Vasili Ciuikov, comandantul sovietic de la Stalingrad, „aș spune pe scurt că, dacă nu ar fi fost ei, Armata a 62-a ar fi putut fi nimicită fără munițiile și rațiile pe care le-au adus..." Germanii s-au predat în iarna anului 1943, iar Volga a fost din nou deschisă navigației navelor cu aburi după îndepărtarea epavelor provocate de război.
În timpul Marelui Război Patriotic, pe Volga s-au transportat aproximativ 200 de milioane de tone de marfă pe front și în spatele frontului. Marinarii au realizat traversări militare de la Stalingrad și de pe lacul Ladoga. Războiul a provocat pagube enorme transportului de pe Volga. Trupele germane au scufundat și au confiscat peste 8.300 de nave fluviale și au distrus sute de porturi, debarcadere, diguri, dane și alte facilități fluviale. Transportul fluvial a fost reconstruit în timpul celui de-al patrulea plan cincinal sovietic (1946–1950).
Sovieticii au început să construiască o serie imensă de baraje, canale, lacuri și alte sisteme hidrologice. O mare parte din acestea au fost planificate înainte de război, dar luptele doar au întârziat finalizarea lor. A început controlul eroziunii râului și al nămolului; s-a creat o adâncime suficientă pentru navele mari și s-au curățat rapid sistemele hidrologice. Canalul Volga-Don a fost deschis în 1952, cu o lungime a căilor navigabile de 101 km. A fost reconstruit sistemul de canale Volga-Marea Albă în anii 1960, cu cca. 370 km.
Cele mai multe corăbii de pe râu erau cele cu vâsle. Până în 1950, sovieticii au continuat să folosească astfel de nave. Odată cu noile lucrări hidrologice și hidroelectrice, au trebuit să fie construite noi tipuri de nave. În anii postbelici, au fost construite nave noi cu aburi din clasa Iosif Stalin (sau clasa Reazan) care au navigat pe râul Volga. Sovieticii au continuat apoi cu hidroptere (nave cu aripi portante) și nave cu aburi pe motorină. Câteva nave cu aburi au supraviețuit până în prezent. Astăzi, navigația pe râul Volga este realizată cu nave de croazieră cu motoare diesel și remorchere. O astfel de navă a fost Bulgaria, construită în 1955, care s-a scufundat la 10 iulie 2011 în Barajul Kuibâșev de pe râul Volga. Catastrofa s-a soldat cu 122 de decese confirmate (cadavre recuperate și identificate). Scufundarea Bulgariei a fost cel mai grav dezastru maritim din Rusia după 1986, când SS Admiral Nakimov⁠(en)[traduceți] s-a ciocnit de o navă de marfă și au decedat 423 de persoane.